# 西十津川村
西十津川村（にしとつかわむら）は、奈良県吉野郡にあった村。現在の十津川村の南西端にあたる。

## 地理
- 山岳：崖又山、刈又山、天上山、丸尾山、冷水山、千丈山、安堵山、和田森、牛廻山
- 河川：西川、今西川、上湯川

## 歴史
- 1889年（明治22年）4月1日 - 町村制の施行により、重里村・長井村・玉垣内村・今西村・大谷村・西中村・小山手村・小坪瀬村・迫西川村・上湯川村・出谷村の区域をもって発足。
- 1890年（明治23年）6月19日 - 十津川花園村・北十津川村・南十津川村・東十津川村・中十津川村と合併して十津川村が発足。同日西十津川村廃止。

## 名所・旧跡・観光スポット・祭事・催事
- 上湯温泉